# Amand de Maastricht
 (mars 2021).
Si vous disposez d'ouvrages ou d'articles de référence ou si vous connaissez des sites web de qualité traitant du thème abordé ici, merci de compléter l'article en donnant les références utiles à sa vérifiabilité et en les liant à la section « Notes et références ».
Pour les articles homonymes, voir Amand et Saint Amand.
Amand de Maastricht ou saint Amand, né dans le Bas-Poitou vers 584, mort à Elnone vers 679, est un saint évangélisateur du nord de la Gaule, dite « Gaule belgique », particulièrement de la région de l'Escaut et de la Scarpe.
Saint Amand est aussi le patron des corporations de brasseurs et des marchands de vin. Son attribut est le serpent.
Il est fêté le 6 février en Belgique et en Orient, le 7 février ailleurs.

## Histoire

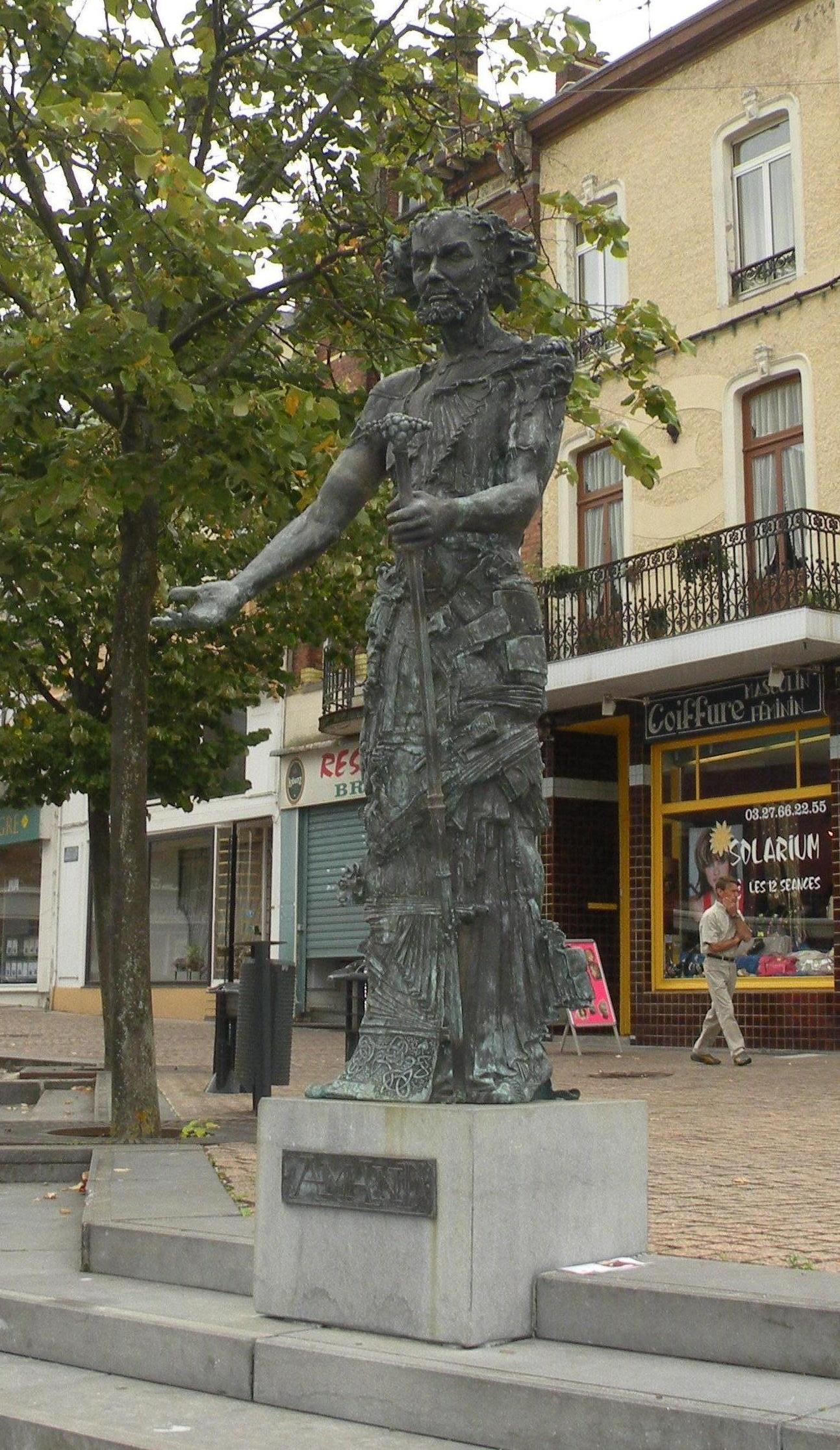
Statue de saint Amand de Maastricht à Hautmont.

Saint Amand  est né dans le pagus d'Herbauges correspondant plus ou moins au Bocage vendéen. Une commune portant son nom, Saint-Amand-sur-Sèvre, prétend, sans certitude cependant, être son lieu de naissance. Le grand vitrail de l'église le représente en évêque missionnaire appelant le feu du Ciel pour fracasser les idoles païennes. L'inscription sous le vitrail « non facetis votum », dérivée de la formule du deuxième commandement, peut se traduire par « ne jetez pas de sorts ». Cela pose saint Amand comme le modèle des missionnaires luttant contre la sorcellerie, reste des religions antiques, fort active dans la paroisse si l'on en juge d'après les rapports de mission des montfortains depuis le début du XVIIe siècle.
Il est aussi vénéré à l'île d'Yeu où, à vingt ans, il s'est retiré dans un monastère. La Légende dorée rapporte qu'au monastère (était-ce celui de l'île d'Yeu ?), dans le jardin, il aurait croisé un serpent que, en priant et à l'aide de signes de croix, il aurait forcé à rentrer dans un trou et à ne plus jamais en sortir.

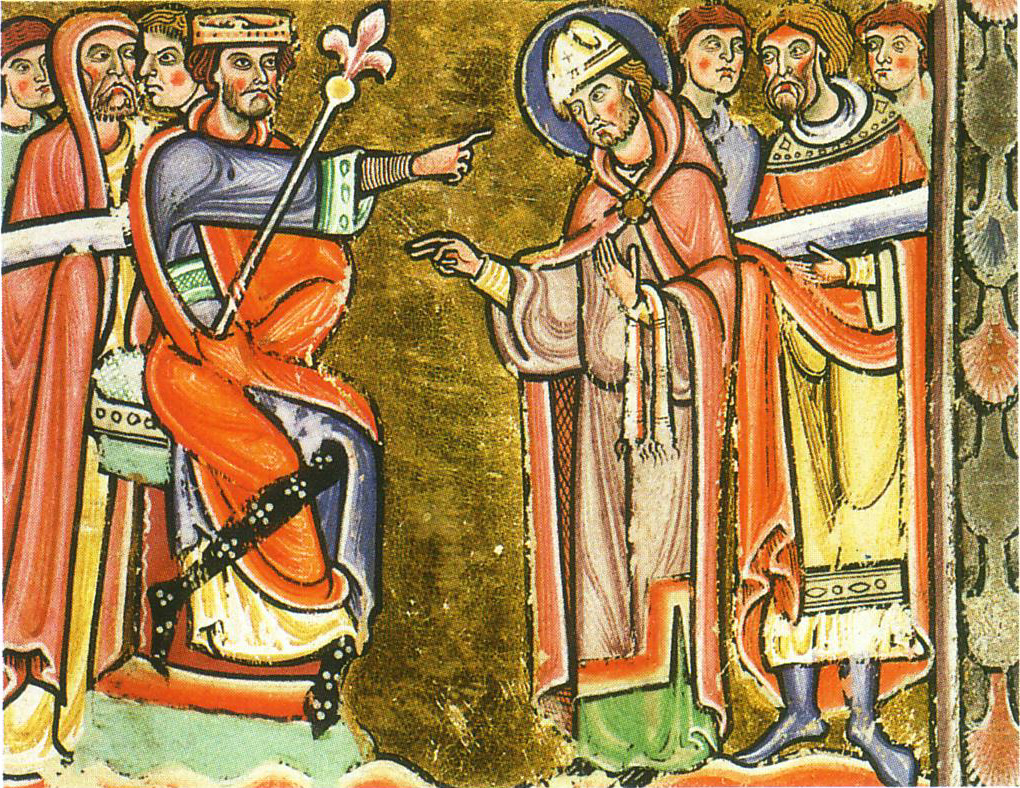
Saint Amand à la cour de Dagobert (Bibliothèque de Valenciennes)

Pour échapper à son père, il doit changer de retraite et séjourne à Tours, près du tombeau de  saint Martin, puis en ermite près de la cathédrale de Bourges. Au terme de nombreuses années de vie silencieuse, il est ordonné évêque par saint Achaire de Noyon et, après un pèlerinage à Rome, entreprend ses pérégrinations missionnaires à travers la Gaule belgique. Amand est essentiellement un pionnier : lorsqu'il avait fondé une communauté chrétienne, il la laissait entre les mains de quelques moines, et il allait de l'avant.
Le roi mérovingien Sigebert le charge de l'évêché de Maastricht, qu’il occupe pendant quelques années (646-649 ?). Mais il dépose sa charge malgré les instances du pape saint Martin Ier, « voyant que sa parole de prédication était méprisée », lit-on dans la Légende dorée. Il retourne à son travail de missionnaire itinérant. Il fonde ainsi des noyaux monastiques qui deviendront des abbayes au grand rayonnement chrétien : Saint-Pierre de Gand, ainsi qu’en Carinthie, en Autriche, dans la vallée du Danube, Nivelles, Barisis-aux-Bois. Et surtout Elnone (fondée sur des terres données par le roi Dagobert Ier), dont il faut reconnaître le rôle primordial dans tout le travail d'évangélisation de la région.
C'est dans sa chère abbaye d'Elnone que saint Amand termina sa vie vers 679. L'abbaye prit peu après le nom de Saint-Amand (aujourd'hui Saint-Amand-les-Eaux).
Toujours en Bas-Poitou, il est associé à l'héroïsme des Vendéens massacrés dans leur refus de la Constitution civile du clergé par les armées de la République. Un vitrail lui est consacré dans l'église mémorielle des Lucs-sur-Boulogne, dans la série représentant le « martyre » des Vendéens, avec cette citation du psaume 18 (v.4-5) : « In omnem terram exivit sonus eorum, et in fines orbis terrae verba eorum » (« leur clameur se répandit dans le monde entier, et leur message fut entendu jusqu'aux limites de la terre » ; l'expression fines orbis terrae évoquant l'île d'Yeu au large de la côte vendéenne).

## Disciples de saint Amand
- Saint Humbert de Maroilles
- Sainte Itta de Nivelles
- Saint Bavon de Gand
- Sainte Aldegonde de Maubeuge
- Saint Ursmer de Lobbes
- Sainte Gertrude d'Hamage